# Лабастид-де-Левис
Лабасти́д-де-Леви́с (фр. Labastide-de-Lévis, окс. La Bastida de Lèvis) — коммуна во Франции, находится в регионе Юг — Пиренеи. Департамент — Тарн. Входит в состав кантона Дё-Рив. Округ коммуны — Альби.
Код INSEE коммуны — 81112.

## География
Коммуна расположена приблизительно в 550 км к югу от Парижа, в 60 км северо-восточнее Тулузы, в 11 км к западу от Альби.
На юге коммуны протекает река Тарн.

## Климат
Климат умеренно-океанический. Зима мягкая и дождливая, лето жаркое с частыми грозами. Ветры довольно редки.

## Население
Население коммуны на 2010 год составляло 983 человека.
| 1962 | 1968 | 1975 | 1982 | 1990 | 1999 | 2010 |
| ---- | ---- | ---- | ---- | ---- | ---- | ---- |
| 705  | 758  | 766  | 763  | 780  | 864  | 983  |

## Администрация
| Период | Период | Фамилия       | Партия | Примечания |
| ------ | ------ | ------------- | ------ | ---------- |
| 2001   | 2008   | Франсуа Вернь |        |            |
| 2008   | 2014   | Роже Пурсель  |        |            |
| 2014   | 2020   | Франсуа Вернь |        |            |

## Экономика
В 2007 году среди 589 человек в трудоспособном возрасте (15—64 лет) 417 были экономически активными, 172 — неактивными (показатель активности — 70,8 %, в 1999 году было 71,1 %). Из 417 активных работали 384 человека (211 мужчин и 173 женщины), безработных было 33 (13 мужчин и 20 женщин). Среди 172 неактивных 50 человек были учениками или студентами, 69 — пенсионерами, 53 были неактивными по другим причинам.

## Достопримечательности
- Церковь Св. Власия (XV век). Исторический памятник с 1950 года.[5]
- Голубятня в деревня Прадина (1779 год). Исторический памятник с 1992 года.[6]